# ضغط الزيت

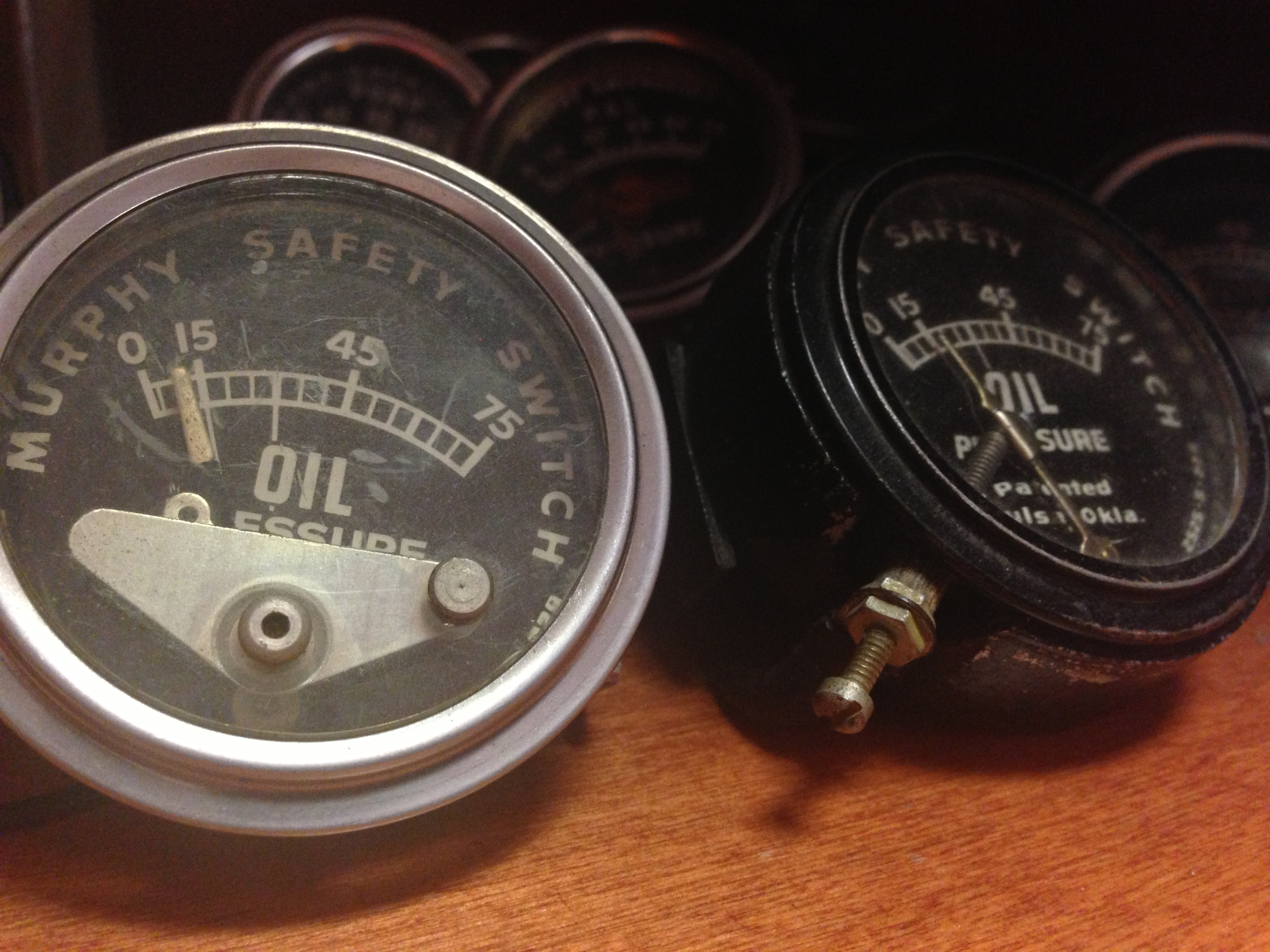

ضغط الزيت هو عامل مهم في طول عمر معظم محركات الاحتراق الداخلي. مع نظام التشحيم القسري (اخترعه فريدريك لانشستر)، يتم التقاط الزيت من قبل مضخة زيت إزاحة إيجابية وأجبر من خلال معارض النفط (الممرات) في محامل، مثل محامل رئيسية، محامل نهاية كبيرة ومحامل عمود كامات أو محامل عمود التوازن. يتم تشحيم مكونات أخرى مثل فصوص الكاميرات وجدران الأسطوانات بواسطة طائرات الزيت.
يضمن ضغط الزيت الكافي أن المعدن من رمح الدورية (جورنال) وقذيفة تحمل لا يمكن أبدا أن تلمس، وبالتالي يقتصر ارتداء لبدء الأولية وإيقاف. ضغط النفط، جنبا إلى جنب مع دوران رمح، كما مراكز الهيدروديناميكية المجلة في قوقعتها ويبرد محامل. ويعرف هذا التحمل بحامل السوائل.
ضغط الزيت أعلى عندما يكون المحرك باردًا بسبب زيادة لزوجة الزيت، ويزيد أيضًا مع سرعة المحرك حتى يفتح صمام الإغاثة في مضخة الزيت لتحويل التدفق الزائد. ضغط الزيت هو أدنى في ظل ظروف التسكع الساخنة، وعادة ما تعطى الحد الأدنى من الضغط المسموح به من قبل التحمل الشركة المصنعة في هذه المرحلة. قد يشير ضغط الزيت المفرط إلى فلتر مسدود أو معرض نفط مسدود أو درجة خاطئة من الزيت. انخفاض ضغط الزيت يشير إلى محامل البالية أو مضخة النفط مكسورة.
بعض محركات المركبات لديها مفتاح ضغط الزيت الذي يبدل ضوء تحذير عند ضغط منخفض للنفط. بعض المركبات لديها مقياس ضغط الزيت في لوحة القيادة أو كتلة الصك.
يتم إنشاء ضغط الزيت عن طريق تقييد تدفق السوائل في خط منفذ المضخة ، وليس من قبل المضخة نفسها. ومن الأمثلة على هذه القيود نهاية كبيرة والمحامل الرئيسية، فضلا عن عمود الكامات والعتاد الروك إذا تم تركيبها.